# Chukwuma Akabueze
Chukwuma Emmanuel Akabueze (* 6. Mai 1989 in Ilorin, Kwara) ist ein nigerianischer Fußballspieler auf der Position eines Flügelspielers und Stürmers. Seit 2024 steht der auch Bentley genannte Offensivakteur beim Değirmenlik Spor Kulübü mit Spielbetrieb in der Kuzey Kıbrıs Süper Ligi, der höchsten Fußballliga der Türkischen Republik Nordzypern, unter Vertrag.

## Vereinskarriere

### Karrierebeginn in der Heimat
Chukwuma Akabueze wurde am 6. Mai 1989 in Ilorin, der Hauptstadt des nigerianischen Bundesstaates Kwara, geboren und begann in seiner Kindheit mit dem Fußballspielen. Erste Erfahrungen im organisierten Fußball sammelte der ehemalige Straßenfußballer an der Pepsi Football Academy in Akure. Auf Vereinsebene trat er unter anderem für den 1997 in seiner jetzigen Form ins Leben gerufenen Klub Kwara United in Erscheinung. Dort kam er anfangs in der Nachwuchsabteilung zum Einsatz und schaffte bereits 2005 den Sprung in die Herrenmannschaft, die zu diesem Zeitpunkt bereits einige Jahre lang in der nigerianischen Erstklassigkeit vertreten war. In seinem ersten Spieljahr erreichte er mit der Mannschaft den zehnten Tabellenplatz und schied noch frühzeitig aus dem nigerianischen Fußballpokal aus. Ein Jahr später schaffte er es mit dem Team auf den ersten Platz der Gruppe A im Grunddurchgang und qualifizierte sich zusammen mit dem Zweitplatzierten der Gruppe A, sowie dem Erst- und Zweitplatzierten der Gruppe B für die saisonabschließende Super League, die in einer kurzen Gruppenphase ausgerichtete Finalrunde. In dieser belegte er mit Kwara United nach zwei Unentschieden und einer Niederlage aus drei Spielen am Saisonende den dritten Platz. Im nigerianischen Pokal 2006 fand das Team abermals ein jähes Ende, als es bereits im ersten Spiel gegen den Sharks FC unterlag. Mit der Mannschaft, die am Saisonende den vierten Platz belegte, startete Akabueze in das darauffolgende Spieljahr. Kurz nach Saisonende schaffte er den Sprung in die A-Nationalmannschaft seines Heimatlandes, nahm mit der U-20-Auswahl an der U-20-Weltmeisterschaft 2007 in Kanada teil und schaffte den Sprung nach Europa.

### Wechsel nach Norwegen
Im Sommer 2007 unterzeichnete Akabueze einen Vertrag beim norwegischen Erstligaklub Odd Grenland, nachdem er zuvor bereits bei Lyn Oslo vorstellig geworden war, aber dort kein Vertragsangebot erhielt. Der Hauptstadtklub hatte bereits drei Spieler von außerhalb des Europäischen Wirtschaftsraums unter Vertrag und durfte laut dem norwegischen Fußballverband keinen weiteren ausländischen Spieler mehr unter Vertrag nehmen. Beim Klub aus Grenland debütierte er am 5. August 2007 ausgerechnet in einer Partie gegen Lyn Oslo. Beim 2:0-Heimerfolg wurde Bentley zur Halbzeitpause von Trainer Arne Sandstø für den Tschechen Zbyněk Pospěch eingewechselt und leistete in der 75. Spielminute per Pass die Vorarbeit zu Stefan Bärlins Treffer zum 2:0-Endstand. In den beiden darauffolgenden Spielen gegen den Aalesunds FK und Viking Stavanger kam der Linksfuß abermals nur als Ersatzspieler zum Einsatz und erzielte jeweils den einzigen Treffer seiner Mannschaft.
Auch danach schaffte er es nicht sich als Stammspieler durchzusetzen, obwohl er stets gute Offensivleistungen brachte und des Öfteren Tore vorbereitete. Nachdem sein Team sechs der letzten acht Partien verloren hatte, wurde der Nigerianer in den letzten drei Saisonspielen kaum mehr berücksichtigt und kam zu nur sehr wenigen Einsatzminuten. Obgleich diese letzten Meisterschaftsspiele allesamt gewonnen wurden, musste Odd Grenland als Zwölftplatzierter in die Relegation. Bei der 0:1-Niederlage im Hinspiel, sowie der 2:3-Niederlage im Rückspiel kam der nigerianische Offensivakteur abermals nur zu Kurzeinsätzen und stieg daraufhin mit der Mannschaft in die zweithöchste Fußballliga Norwegens ab. Zu einem weiteren Pflichtspieleinsatz kam Akabueze am 26. September 2007, als er im Semifinale des norwegischen Fußballpokals der Männer 2007 mit 0:1 gegen den FK Haugesund eingesetzt wurde. Wettbewerbsübergreifend absolvierte der 1,80 m große Offensivmann zwölf Pflichtspiele, erzielte zwei Tore und steuerte drei Assists bei.

### Rückkehr in die Eliteserien

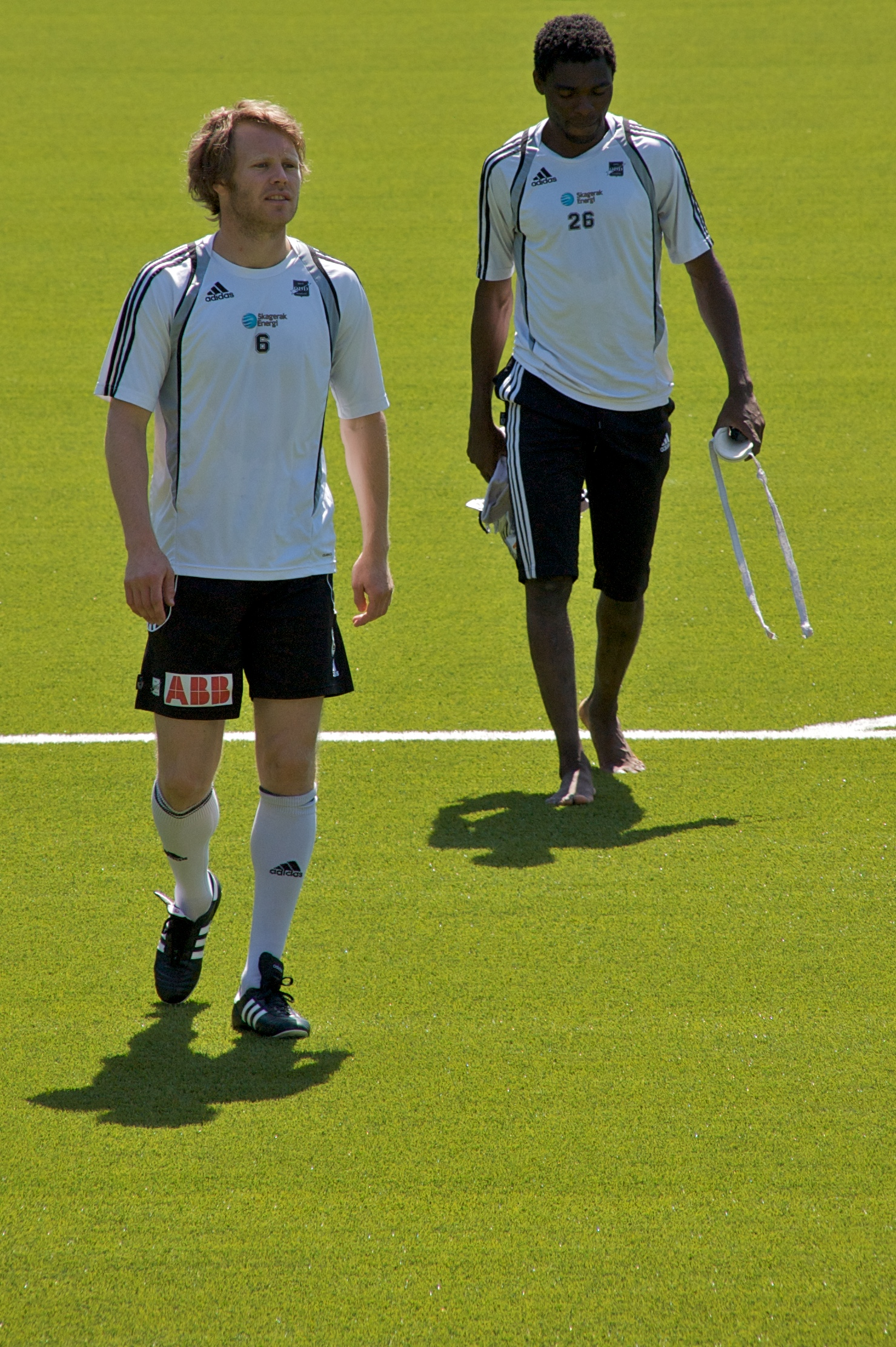
Chukwuma Akabueze (rechts) mit Simen Brenne (2009)

Nachdem Arne Sandstø bereits Ende September 2007 seinen Platz räumen gemusst hatte und auch der nachfolgende Interimscoach Ove Flindt-Bjerg mit Jahresende gegangen war, kam Akabueze in der Adeccoligaen 2008 erstmals unter Dag-Eilev Fagermo zum Einsatz. In der norwegischen Zweitklassigkeit agierte der Nigerianer offensiv äußerst gefährlich und erzielte bereits in der zweiten Meisterschaftsrunde einen Hattrick. Vor allem in den ersten 16 Meisterschaftsrunden bis Anfang August 2008 konnte Bentley, so der Rufname des jungen Angriffsspielers, durch seine Offensivstärke auf sich aufmerksam machen, wobei er in diesem Zeitraum acht Tore und ebenso viele Torvorlagen beisteuerte. Bis zum Ende des Jahres, nachdem das Team durchgehend als Titelfavorit und Aufstiegskandidat gehandelt worden war, hatte es der nigerianische Internationale auf 28 von 30 möglich gewesenen Ligaeinsätzen gebracht. Hierbei kam er auf eine Bilanz von neun Toren und zehn Assists und war hinter dem Torschützenkönig Péter Kovács (22 Tore) und Morten Fevang (15 Tore) war er mit seinen neun Treffern der dritterfolgreichste Torschütze von Odd Grenland in diesem Spieljahr. Mit 65 erreichten Punkten stieg Odd Grenland als Erstplatzierter der Adeccoligaen direkt in die Tippeligaen auf. Im norwegischen Fußballpokal 2008 schaffte er zudem mit seiner Mannschaft den Einzug ins Halbfinale und unterlag in diesem knapp mit 1:2 dem späteren Cupsieger Vålerenga Oslo.
In der nachfolgenden Tippeligaen 2009 agierte der 1,80 m große Offensivakteur abermals als Stammspieler und kam in 29 der 30 Ligapartien zum Einsatz, wobei er sechs Treffer erzielte und weitere sieben Tore für seine Mannschaftskollegen vorbereitete. Hinter Péter Kovács (16 Treffer) und Simen Brenne (9 Treffer) war er mit seinen sechs Torerfolgen der drittbeste Torschütze des Teams. Vor allem in den ersten beiden Dritteln des Spieljahres 2009 war Odd Grenland auf dem Weg zu einem internationalen Startplatz; so hatte Akabueze mit seinem Team nach 22 Runden lediglich drei Spiele verloren. Ab Ende August erfolgte jedoch der Einbruch, wobei Odd Grenland schlussendlich jedoch noch den vierten Tabellenplatz halten, sich dadurch aber keinen internationalen Startplatz mehr sichern konnte. Der norwegische Pokal des Spieljahres 2009 endete für die Mannschaft, wie in der vorangegangenen Spielzeit. Im Halbfinale unterlag die Mannschaft rund um den in diesem Spiel als Linksaußen eingesetzten Nigerianer in einer knappen 0:1-Niederlage gegen den späteren Pokalsieger Aalesunds FK. Auch in der darauffolgenden Tippeligaen 2010 wurde Bentley von Fagermo als Stammspieler auf den Flügeln eingesetzt; hauptsächlich als Linksaußen, seltener auch als Rechtsaußen, kam der Nigerianer abermals in 29 von 30 Spielen zum Einsatz und kam auf eine Bilanz von neun Toren und acht Assists. Mit seinen neun Treffern war er mannschaftsinterner Torschützenkönig. Am Saisonende rangierte er mit Odd Grenland auf dem fünften Tabellenplatz und scheiterte abermals nur knapp an der Qualifikation zu einem internationalen Startplatz. Ebenso knapp verlief er zum wiederholten Male im norwegischen Fußballpokal, wobei Odd Grenland im Turnierverlauf erst in der Verlängerung gegen Strømsgodset Toppfotball im Halbfinale unterlag.

### Wechsel zu Brann Bergen
Nachdem Akabueze bereits im Januar 2011 mit einem belgischen Erstligisten in Verbindung gebracht worden war, zeichnete sich ab Februar 2011 ein Wechsel zum Ligakonkurrenten SK Brann ab. Am 24. Februar 2019 wurde der Wechsel des Nigerianers, der noch einen Vertrag über eine Spielzeit bei Odd Grenland gehabt hätte, zum Fußballverein aus Bergen bekanntgegeben. Für eine kolportierte Ablösesumme in Höhe von 500.000 Euro unterschrieb er einen Vierjahresvertrag, wobei er beim neuen Verein nahezu das doppelte Gehalt, als noch bei Odd Grenland, erhalten sollte. Akabueze, der kurz davor am Meniskus operiert worden war, stieg daraufhin in die Saisonvorbereitung der Norweger in La Manga, Spanien, ein. Nachdem er im ersten Meisterschaftsspiel der Tippeligaen 2011 noch nicht im Kader stand, gab der zu diesem Zeitpunkt verheiratete Vater eines Kindes am 4. April 2011 bei einem 4:1-Auswärtssieg über den Lillestrøm SK sein Pflichtspieldebüt für Brann Bergen. Sein Trainer Rune Skarsfjord setzte ihn dabei ab der 79. Spielminute als Ersatz für den Uruguayer Diego Guastavino ein. Beim Klub aus der zweitgrößten Stadt Norwegens war jedoch kaum mehr etwas von Akabuezes bisheriger Offensivstärke zu spüren. Ab der fünften Meisterschaftsrunde zumeist als Stammspieler an den Flügeln eingesetzt, kam er bis zum Saisonende zu lediglich einem Torerfolg und vier Assists bei 25 Meisterschaftseinsätzen. Mit der Mannschaft, die stets in der oberen Tabellenhälfte vertreten und war und durchaus Ambitionen hatte, einen internationalen Startplatz zu erreichen, rangierte er am Saisonende auf dem vierten Tabellenplatz. Nachdem er mit Odd Grenland so oft im Halbfinale gescheitert war, schaffte es Bentley im norwegischen Fußballpokal 2011 mit Brann Bergen erstmals in seiner Laufbahn ins norwegische Pokalfinale. In diesem kam er selbst nicht zum Einsatz; sein Team verlor knapp mit 1:2 gegen den Aalesunds FK.
Als Ersatzspieler unter Trainer Rune Skarsfjord ins Spieljahr 2012 gestartet, entwickelte sich Bentley ab der fünften Meisterschaftsrunde wieder zu einem Stammspieler und kurz darauf auch zu einem Goalgetter. So erzielte er am 13. Mai 2012 bei einem 4:3-Auswärtssieg über den Lillestrøm SK einen Hattrick und war auch danach regelmäßig als Torschütze und seltener auch als Vorlagengeber erfolgreich. Bei 28 von 30 möglich gewesenen Ligaeinsätzen kam der 1,80 m Nigerianer, der in dieser Saison nahezu ausnahmslos am linken Flügel zum Einsatz kam, auf neun Treffer, sowie zwei Assists und war damit der zweiterfolgreichste Torschütze des Teams hinter seinem Landsmann Kim Ojo. Bis zum Ende des Jahres kam Akabueze unter Skarsfjord und dem ihm im letzten Meisterschaftsspiel nachfolgenden Interimstrainer Kenneth Mikkelsen von den hinteren Tabellenplätzen noch auf den sechsten Rang. Im norwegischen Pokal 2012 absolvierte der Linksaußen fünf der sechs Spiele seiner Mannschaft und steuerte ein Tor, sowie drei Torvorlagen bei. Wie schon so oft in seiner Karriere war für den Linksfuß im Halbfinale Schluss; Brann Bergen verlor dieses mit 1:3 gegen IL Hødd.

### Nach einem Jahr in China wieder zurück nach Norwegen
Im Februar 2013 gab Wuhan Zall FC, der gerade in die Chinese Super League aufgestiegen war, die Verpflichtung des ehemaligen nigerianischen Internationalen bekannt. Dort war er neben Garra Dembélé, Jacques Faty, Won-heui Jo, Novak Martinović, Danilo Peinado, Natanael de Sousa Santos Júnior und Miloš Stojanović einer von acht ausländischen Spielern im Kader der Chinesen. Seine Pflichtspieldebüt gab er noch in der ersten Meisterschaftsrunde unter Trainer Zheng Xiong, als er bei der 1:2-Auswärtsniederlage gegen Jiangsu Suning zur Halbzeit für Wang Yunlong eingewechselt wurde und in der 69. Minute per Flanke die Vorlage für Li Weis Anschlusstreffer zum 1:2 beisteuerte. Danach wurde Akabueze auf den verschiedensten Offensivpositionen eingesetzt; in der fünften Runde erzielte er auswärts bei einem 1:1-Remis gegen Changchun Yatai seinen ersten Treffer in der höchsten chinesischen Fußballliga. Danach wurde er unter dem neuen Trainer Ljubiša Tumbaković wochenlang vorrangig als Ersatzspieler eingesetzt bzw. saß uneingesetzt auf der Ersatzbank und kam erst wieder ab Anfang Juli zu regelmäßigen Einsätzen von Beginn an und über die volle Spieldauer. Bis zum Ende des Spieljahres, in dem er ab Mitte August unter einem weiteren Trainer (Wang Jun), der mit Jahresende wieder abgelöst wurde, spielte, hatte es der Nigerianer auf drei Treffer und vier Torvorlagen aus 27 Einsätzen gebracht, womit er einer der offensiv gefährlichsten Spieler seiner Mannschaft in diesem Jahr war. Wuhan Zall stieg in weiterer Folge als Tabellenletzter – in 30 Ligapartien hatte man lediglich drei Siege verzeichnen können – in die chinesische Zweitklassigkeit ab. Des Weiteren brachte es Bentley in diesem Jahr auf einen Einsatz im chinesischen Fußballpokal 2013, in dem allerdings bereits nach dem ersten Spiel gegen den Zweitligisten Guangdong Sunray Cave Schluss war.
Nach einem wenig von Erfolg gekrönten Spieljahr 2013 trat Akabueze im März 2014 die Rückkehr nach Norwegen an. Sein mittlerweile als Odds BK in Erscheinung tretender Ex-Klub aus Grenland hatte ihn für drei Jahre gebunden. Beim Odds Ballklubb erhielt er wieder die Rückennummer 26, mit der er bereits bei seinem letzten Engagement mit dem Klub aufgelaufen war. Unter dem ihm bereits bekannten Trainer Dag-Eilev Fagermo debütierte er als Ersatzspieler bereits im ersten Spiel am 30. März 2013 gegen Sandnes Ulf. Im Laufe des Spieljahres 2014 kam Akabueze abwechselnd als Links- und Rechtsaußen zum Einsatz, absolvierte aber auch einige Spiele als Mittelstürmer und schaffte es bei insgesamt 29 Meisterschaftseinsätzen, von denen er allerdings nur selten über die vollen 90 Minuten am Rasen war, auf drei Treffer und ebenso viele Assists. Über weite Teile der Tippeligaen 2014 war Bentley mit dem Odds BK auf den vorderen Tabellenplätzen vorzufinden und rangierte mit dem Team lange Zeit auch auf dem zweiten Platz. Erst im letzten Meisterschaftsspiel rutschte der Klub aus Grenland auf dem dritten Tabellenplatz ab, sicherte sich aber einen Startplatz in der ersten Qualifikationsrunde zur UEFA Europa League 2015/16. Weiters schaffte er es mit seiner Mannschaft ins Finale des norwegischen Fußballpokals 2014 und unterlag in diesem dem Molde FK mit 0:2. Akabueze selbst war in allen sieben Pokalspielen im Einsatz, erzielte zwei Tore und leistete die Vorarbeit zu einem weiteren Treffer.

### Europa-League-Qualifikation mit dem Odds BK
Ins Spieljahr 2015 startete Bentley als Stammspieler auf der linken Außenseite und nahm, als er mit der Mannschaft bereits etwa die Hälfte des Spieljahres abgeschlossen hatte, an besagter Europa-League-Qualifikation teil. Nach Siegen über Sheriff Tiraspol in der ersten, die Shamrock Rovers in der zweiten und den IF Elfsborg in der dritten Qualirunde traf Akabueze mit seinem Team in den Play-offs der Qualifikation auf Borussia Dortmund. Nach einer knappen 3:4-Niederlage im Hinspiel gewannen die Deutschen das Rückspiel allerdings deutlich mit 7:2, woraufhin der Odds BK mit einem Gesamtscore von 5:11 ausschied. Nachdem er bereits im Rückspiel gegen den IF Elfsborg erfolgreich auf der rechten Außenbahn zum Einsatz gekommen war und beim 2:0-Erfolg mitunter einen Treffer beigesteuert hatte, setzte ihn Dag-Eilev Fagermo in der Folgezeit auch in der Meisterschaft vorwiegend am rechten Flügel ein. Bis zum Ende des Jahres war der 1,80 m große Flügelspieler in allen 30 Meisterschaftsspielen im Einsatz, kam dabei auf acht Tore und sieben Vorlagen und rangierte mit dem Odds BK im Endklassement auf dem vierten Tabellenplatz, was eine weitere Europa-League-Qualifikationsteilnahme bedeutete. Im norwegischen Pokal 2015 zog er mit der Mannschaft bis ins Viertelfinale ein und unterlag in diesem dem Sarpsborg 08 FF mit 1:2. Akabueze absolvierte vier von möglich gewesenen Einsätzen und kam dabei auf ein Tor, sowie einen Assist.
Auch das darauffolgende Spieljahr 2016 bestritt der Nigerianer hauptsächlich als Rechtsaußen und wurde nur selten auf anderen Offensivpositionen eingesetzt. Mit der Mannschaft hatte er sich früh auf die vorderen Plätze gespielt und war mit dem Odds BK über einen Zeitraum von mehreren Monaten dauerhaft auf dem zweiten Platz hinter Rosenborg Trondheim. Nachdem abermals etwa die Hälfte der Meisterschaft absolviert war, startete der Odds BK in die erste Qualifikationsrunde zur UEFA Europa League 2016/17. Nach einem Weiterkommen gegen den IFK Mariehamn, wobei Bentley im Hinspiel eine Torvorlage machte und im Rückspiel zum Torerfolg kam, schied die Mannschaft knapp gegen den PAS Ioannina in der zweiten Qualirunde aus. Nach einer 0:3-Niederlage im Hinspiel hatte er es mit seinem Team noch in der regulären Spielzeit des Rückspiels auf ein 3:0 gebracht, unterlag daraufhin jedoch in der Verlängerung. Die Liga schloss Akabueze mit dem Odds BK auf dem dritten Platz hinter dem Vizemeister Brann Bergen und dem Meister Rosenborg Trondheim ab. Abermals war er in allen 30 Ligapartien im Einsatz und kam in diesem Jahr auf sieben Treffer und ebenso viele Torvorlagen. Hinzu kamen noch drei Tore und ein Assist, die er bei vier Einsätzen im norwegischen Pokal 2016 erzielt hatte, als er mit der Mannschaft im Achtelfinale knapp gegen Tromsø IL unterlag. Kurz nach Saisonende vermeldeten nigerianische Medien, dass Bentley von Vereinen aus den Vereinigten Staaten, Polen und dem moldawischen Klub Sheriff Tiraspol umworben werde.

### Wechsel in die Türkei
Ende Januar 2017 tat sich für Akabueze ein Wechsel ins Ausland auf, woraufhin der ehemalige nigerianische Internationalen zum türkischen Zweitligisten Boluspor, bei denen er für eineinhalb Jahre unterschrieb, wechselte. Bentley tat sich anfangs schwer unter Fuat Çapa in die Mannschaft zu finden und saß deshalb anfangs ausschließlich auf der Ersatzbank, von der aus er auch nur unregelmäßig zu Kurzeinsätzen kam. Am 7. April 2017, seinem ersten vierten Kurzeinsatz, erzielte der rechte Flügelspieler in der 94. Minute den entscheidenden Treffer bei einem 1:0-Heimsieg über Göztepe Izmir, nachdem er erst in Minute 73 auf das Spielfeld gekommen war. Bald darauf entwickelte er sich zu einem Stammspieler auf der rechten Außenseite und absolvierte bis zum Saisonende einige Partien über die volle Spieldauer. Im Endklassement der TFF 1. Lig 2016/17 rangierte er mit Boluspor auf dem vierten Tabellenplatz, was eine Teilnahme an den Play-offs bedeutete. Bentley selbst war bis dahin in elf Ligaspielen im Einsatz gewesen und hatte drei Treffer und eine Torvorlage beigesteuert. Im Play-off-Halbfinale, das in einem Hin- und Rückspiel gegen Göztepe Izmir ausgetragen wurde, unterlag er mit seinem Team mit einem Gesamtscore von 0:4.
Als Stammspieler auf dem rechten Flügel startete Bentley in die nachfolgende Spielzeit 2017/18, wurde aber nach nur wenigen Runden von Çapa auf dem linken Flügel und im offensiven Mittelfeld eingesetzt. Nachdem Boluspor von den ersten neun Meisterschaftsspielen lediglich zwei Partien, in denen Akabueze jeweils einen Treffer erzielte, gewonnen hatte, kam es zu einem Trainerwechsel. Unter dem neuen Trainer, dem einstigen Profispieler Sait Karafırtınalar, blieb Bentley weiterhin ein Stammspieler, musste im Laufe der Spielzeit aber wieder einige Positionswechsel hinnehmen. Mit Karafırtınalar kehrte Boluspor auch wieder auf die Erfolgsstraße zurück und verlor nur fünf seiner nachfolgenden 25 Ligaspiele bis zum Saisonende. Akabueze hatte es bis dahin auf 32 von 34 möglich gewesenen Einsätzen gebracht und kam auf eine Bilanz von vier Toren und fünf Assists. In der Endtabelle der TFF 1. Lig rangierte Boluspor mit drei Punkten Rückstand auf MKE Ankaragücü und neun Punkten Rückstand auf Çaykur Rizespor auf dem dritten Tabellenplatz. Im Halbfinale der Play-offs unterlag das Team dem Gazişehir Gaziantep FK mit einem Gesamtscore von 1:4. Hinzu kamen für den Nigerianer in dieser Saison auch noch zwei Einsätze im türkischen Fußballpokal 2017/18, wo im Achtelfinale gegen Akhisar Belediyespor Schluss war; insgesamt kam er hierbei zu einem Tor und einem Assist.
Nachdem sein im Sommer 2018 auslaufender Vertrag im Februar 2018 um ein weiteres Jahr bis zum 30. Juni 2019 verlängert worden war, agierte er auch in der Saison 2018/19 als Stammspieler für den Klub aus der Provinz Bolu. Mittlerweile nahezu ausschließlich als offensiver Mittelfeldspieler zum Einsatz kommend, steuerte Akabueze unter Karafırtınalar und Orhan Kaynak, der Karafırtınalar Ende Januar 2019 als Trainer ablöste, einige Tore bei. Bis zum Saisonende hatte es der einstige Nationalspieler auf 32 Einsätze, neun Tore und sechs Torvorlagen in der Liga, in deren Endklassement Boluspor auf dem neunten Tabellenplatz rangierte, gebracht. Zudem lief er in sechs Spielen des türkischen Pokals 2018/19 auf und schoss dabei ein Tor; Boluspor schied im Achtelfinale gegen Galatasaray Istanbul aus.

### Stationen Ümraniyespor und Bandırmaspor
2019 wechselte er zum in Istanbul angesiedelten Ligakonkurrenten Ümraniyespor, bei dem er rasch zum Stammspieler avancierte, es jedoch trotz Offensivpositionen zu wenigen Torerfolgen brachte. In der TFF 1. Lig 2019/20 verpasste er nur ein einziges Meisterschaftsspiel, bei dem er ohne Einsatz auf der Ersatzbank saß, erzielte drei Tore und legte weitere vier für seine Teamkollegen auf. In der Endtabelle kam der Klub aus dem Istanbuler Stadtteil Ümraniye nicht über elften Tabellenplatz hinaus. Die darauffolgende Spielzeit verlief für den Nigerianer weitestgehend durchwachsen. Anfangs gar nicht eingesetzt, absolvierte er daraufhin einige Spiele als Stammkraft, ehe er wieder nur als Ersatzspieler Verwendung fand. Zumeist stand er jedoch in seinen angestammten Positionen in der Startformation von Ümraniyespor, ehe ihn im März 2021 eine Verletzung für mehrere Wochen außer Gefecht setzte. Erst kurz vor Saisonende kam er als Ersatzspieler noch zu zwei Kurzeinsätzen und beendete die Meisterschaft mit den Türken auf Rang 8. Im türkischen Fußballpokal 2020/21 ereilte ihn und die Mannschaft, wie bereits in der vorangegangenen Saison, bereits im ersten Spiel in der dritten Runde das vorzeige Aus.
Im Sommer 2021 ging es für Bentley zu einem weiteren Ligakonkurrenten, den in Bandırma ansässigen Fußballverein Bandırmaspor, bei dem er einen Einjahresvertrag unterschrieb. Beim Klub aus der Provinz Balıkesir arbeitete er sich ebenso rasch zum Stammspieler hoch und erzielte bereits bei seinem zweiten Kurzeinsatz den entscheidenden Treffer zum 1:0-Sieg gegen Menemenspor. Bis zum Dezember 2021 wurde Akabueze als Stammspieler (zumeist im offensiven Mittelfeld) eingesetzt, ehe er bis zum Saisonende hin in der zweiten Hälfte der Saison nur mehr selten zu längeren Einsätzen kam. Eine Verletzung und ein längerer Sonderurlaub trugen ebenfalls nicht zu vermehrten Ligaeinsätzen bei. Insgesamt brachte er es auf 28 Ligaeinsätze, drei -tore und zwei -torvorlagen. In der Endtabelle der TFF 1. Lig 2021/22 schaffte er es Bandırmaspor auf den dritten Platz, was einen Startplatz in den saisonabschließenden Play-offs bedeutete. In diesen wurde der Afrikaner in allen drei Partien eingesetzt, verlor jedoch das Finalspiel mit seinem Team gegen İstanbulspor knapp mit 1:2, wodurch der Aufstieg in die höchste türkische Fußballliga verwehrt blieb. Im türkischen Fußballpokal 2021/22 schied er mit seinem Team im Achtelfinale mit 2:4 gegen Sivasspor vom laufenden Turnier aus.

### Ersatzspieler bei Gençlerbirliği und Wechsel in die Türkischen Republik Nordzypern
Nachdem sein Einjahresvertrag bei Bandırmaspor im Sommer 2022 ausgelaufen war, wurde Akabueze vereinslos und fand erst im Februar 2023 einen neuen Arbeitgeber, als er beim ebenfalls in der TFF 1. Lig spielenden Gençlerbirliği SK unter Vertrag genommen wurde. Dabei unterschrieb der Nigerianer einen Vertrag mit einer Laufzeit von eineinhalb Jahren mit der Option auf ein weiteres Jahr. Beim Klub aus der Hauptstadt Ankara dauerte es danach bis Mitte April 2023, ehe der Mittelfeldakteur seinen ersten Kurzeinsatz für Gençlerbirliği absolvierte. Erst nach einem Trainerwechsel schaffte er es unter Sinan Kaloğlu in den erweiterten Kader, saß aber auch unter dem neuen Trainer bis zum Ende der Saison 2022/23 ausnahmslos auf der Ersatzbank und kam von dieser in fünf weiteren Ligapartien ebenfalls nur zu Kurzeinsätzen. Mit seiner Mannschaft schrammte er nur knapp an einem Relegationsplatz vorbei und konnte sich auch in der nachfolgenden Spielzeit unter Kaloğlu nicht wirklich durchsetzen.
Zwar kam er von Saisonbeginn an zu regelmäßigen Einsätzen, jedoch waren dies zumeist Kurzeinsätze und auch die Positionen Bentleys im Mittelfeld variierten von Spiel zu Spiel stark. Erst ab der zweiten Saisonhälfte wurde er wieder vermehrt als Stammkraft eingesetzt und kam als solche immer öfter auch wieder über die volle Spieldauer zum Einsatz. Am Ende rangierte er mit Gençlerbirliği auf dem achten Tabellenplatz und hatte es auf Einsätze in 32 von 34 möglich gewesenen Meisterschaftsspielen gebracht, wobei er selbst jeweils ein Tor und einen Assist beisteuerte. Im türkischen Fußballpokal 2023/24 erreichte er mit dem Verein immerhin das Achtelfinale und schied in diesem erst in der Verlängerung gegen den Erstligisten und späteren Finalisten Trabzonspor aus.
Nachdem die Option zu Saisonende nicht gezogen worden war, wechselte Akabueze abermals den Verein und schloss sich im September 2024 dem Değirmenlik Spor Kulübü mit Spielbetrieb in der Kuzey Kıbrıs Süper Ligi, der höchsten Fußballliga der Türkischen Republik Nordzypern, an.

## Nationalmannschaftskarriere
Als 18-Jähriger nahm Akabueze mit seinem Heimatland an der U-20-Weltmeisterschaft 2007 in Kanada teil. Hierbei wurde er von John Obuh in den drei Gruppenspielen gegen Costa Rica, Japan und Schottland eingesetzt und schaffte es als Zweiter der Gruppe F den Einzug in die Finalrunde. Beim 2:1-Sieg über Sambia im Achtelfinale erzielte Akabueze in der 57. Spielminute den entscheidenden Treffer zum 2:1-Endstand und brachte seine Mannschaft, den Vizeweltmeister von 2005, damit ins Viertelfinale. Die Partie gegen Chile wurde nach einem 0:0 nach der regulären Spielzeit noch mit 0:4 in der Verlängerung verloren.
Etwas über einen Monat vor seiner Teilnahme an der U-20-Weltmeisterschaft debütierte Akabueze am 27. Mai 2007 für die A-Nationalmannschaft seines Heimatlandes. Beim Freundschaftsspiel gegen Kenia wurde er von Beginn an eingesetzt und erzielte in der 38. Spielminute das einzige Tor der Partie. Sechs Tage später kam er in der Qualifikation zum Afrika-Cup 2008 zu einem weiteren Länderspieleinsatz für Nigeria. Im Spiel der Gruppe 3 gegen Uganda kam er in der 77. Minute für Rabiu Afolabi ins Spiel. Dies war zugleich sein letzter Einsatz in der nigerianischen Fußballnationalmannschaft.

## Erfolge
mit Odd Grenland
- Meister der Adeccoligaen und Aufstieg in die Tippeligaen: 2008

mit Brann Bergen
- Finalist des Norwegischen Fußballpokals der Männer: 2011